# Championnat du Nicaragua de football 1977
Navigation
Saison précédente Saison suivante
La Primera División 1977 est la trente-sixième édition de la première division nicaraguayenne.
Lors de ce tournoi, l'Universidad Centroamericana FC a conservé son titre de champion du Nicaragua face aux meilleurs clubs nicaraguayens.
Seulement deux places étaient qualificatives pour la Coupe des champions de la CONCACAF.

## Bilan du tournoi
| Tableau d'Honneur |                             |
| Compétition       | Vainqueur                   |
| Primera División  | Universidad Centroamericana |

| Qualifications continentales 1977-1978 |                                          |
| Coupe des champions de la CONCACAF     | Qualifiés                                |
| Premier tour de qualification          | Universidad Centroamericana Diriangén FC |

| Promotions et relégations   |         |
| Relégué en Segunda División | Inconnu |
| Promu de Segunda División   | Inconnu |